# Reproduktív munka
A reproduktív munka ernyőfogalma alatt azokat a térítésmentesen végzett tevékenységeket értjük, amelyek elengedhetetlenek az emberi élet fenntartásához, mind egyéni, mind közösségi és társadalmi szinten. Ide tartoznak a gondoskodási és háztartásbeli feladatok, úgymint a gyermek- és idősgondozás, főzés, takarítás és a fizetett háztartásbeli munkaerő is. Hasonló értelmű fogalmak: láthatatlan munka, háztartásbeli munka, fizetetlen munka.
A reproduktív munka fogalma a hagyományos közgazdasági elméletek munka-fogalmával szemben jött létre. A prokapitalista közgazdaságtan jellemzően csak a fizetett és nemzetgazdasági statisztikák részét képező bérmunkát tekinti munkavégzésnek („produktív munka”). Ez a fajta gondolkodás elfedi a jellemzően nők által, a háztartásokban elvégzett, fizetetlen munkát, miközben ezek a munkahelyen kívül végzett feladatok esszenciálisak a gazdaság fenntartásához; ezt az is mutatja, hogy ha nincs aki ingyen elvégezze, akkor a háztartásbeli feladatok is fizetett munkakörök részét képezik (például takarítónő, szakács, dadus).
A feminista elméletalkotás részeként ez a fogalom hivatott felhívni a figyelmet arra, hogy a nők számára a háztartási szféra került kijelölésre, ahol a kapitalista gazdasági rendszerben elismerés és fizetés nélküli reproduktív munkát kell végezniük. Emellett pedig a reproduktív munka fogalma rávilágít arra is, hogy a nők már az ipari termelésbe való bekapcsolódásuk előtt, illetve azzal párhuzamosan is munkát végeztek.

## A reproduktív munka története a kapitalista gazdaságban

### Egykeresős család
A nyugati társadalmakban az uralkodó család-képet sokáig a családfő, jellemzően apa által eltartott, egykeresős családmodell jelentette. A bérmunkarendszer arra az elképzelésre épült, hogy amíg a férfi munkát végzett az otthonán kívül, addig a nő a háztartáson belüli munkákról gondoskodott. A munkáltatók a dolgozóikra úgy tekintettek, mint akiknek a munkaidő után nincsenek elvégzendő reproduktív feladatai, hiszen a családjuk, elsősorban a család nőtagjai voltak hivatottak gondoskodni az állással rendelkező férfiakról.
Az állami segélyek és szabályozások szintén ezt a családképet tartották alapvetőnek, melyben egy közös „családi kassza” volt, amit elsősorban a férj fizetése jelentett. Nancy Fraser szerint ez volt az oka annak is, hogy a segélyeket alapvetően a bérekhez kapcsolva és nem rászorultsági alapon utalta ki az állam. Ezen felül az államok számolnak a nők fizetetlen munkájával a saját szakpolitikájuk kialakításakor. Különösen a jóléti intézmények és a szociális háló esetében látható, hogy a források kivonását azért engedhetik meg maguknak az államok, mert a tradicionális családi struktúrákban élő nők magukra vállalják az állami szereplők kivonulásával a családot terhelő feladatokat.

#### Gazdasági függőség a családon belül
A családi kassza elképzelése kiszolgáltatottá teszi a nőket és a gyermekeket a családfőnek és a gazdasági függés, amely így kialakul megnehezíti, olykor pedig lehetetlenné teszi a nők számára, hogy elhagyják férjeiket. Ez a fajta hatalmi egyenlőtlenség gyakran áll a családon belüli erőszak (CSBE) eseteinek hátterében is.

### Kétkeresős család
Ugyan az egykeresős családmodell helyét a legtöbb nyugati társadalomban átvette a kétkeresős változat, ez nem járt a reproduktív feladatok nemileg egyenlőtlen elosztásának megszűnésével. Azzal, hogy sok nő belépett a bérmunka világába, a szerencsésebbek megszabadultak fizetetlen tevékenységeik egy részétől, ám ez azzal járt együtt, hogy szegényebb, sokszor etnikai kisebbséghez tartozó vagy bevándorló munkások kényszerültek betölteni a háztartásbeli, alacsony presztízsű és rosszul fizetett állásokat. Más nők számára pedig amellett, hogy maguk is fizetett munkát vállaltak, megmaradtak korábbi fizetetlen, reproduktív feladataik.

#### Kettős teher
Silvia Federici egy 2013-as interjúban hívta fel rá a figyelmet, hogy sok nő ma már egyszerre kényszerül produktív és reproduktív munka elvégzésére, amely kettős teher alá helyezi őket. Kettős tehernek nevezzük azt a munkamennyiséget amikor egy ember egyrészt pénzszerzés céljából dolgozik, másrészt viszont jelentős mennyiségű fizetetlen háztartásbeli munkát végez. A fogalom más néven „második műszakként” is ismert Arlie Hochschild azonos című könyve alapján. Kétkeresős párok esetében is jellemző, hogy a nők a férfiaknál jelentősen több időt töltenek házimunkával és gondoskodással, például gyermekneveléssel és idős rokonok gondozásával. Ez a berendezkedés nagyban köszönhető a társadalom által az idők folyamán elfogadott hagyományos nemi szerepeknek.
A reproduktív munka nemileg és generációk között is egyenlőtlen eloszlást mutat. A 2018-ban Gregor Anikó és Kováts Eszter által készített Nőügyek c. kutatás kimutatta, hogy a magyar nők között az ún. „szendvicsgeneráció”, a gyermekeikről és szüleikről is gondoskodni kényszerülő korosztály az, amely a legélesebben érzékeli a fizetett munkája és gondoskodási kötelezettségei közötti ellentétet. Mind a gyermekgondozás, mind az idősgondozás jelentős terhet ró ezekre a nőkre, ám amíg a gyermekgondozásról való beszéd már megjelenni látszik, addig az idősgondozással járó terhek nem képezik sem az állami, sem a munkáltatói szempontrendszerek részét.

#### A szegénység nemi vetülete
A hagyományosan női munkaként számon tartott foglalkozások, mint például a pedagógusok, takarítónők, kórházi nővérek a rosszabbul fizetett illetve alacsonyabb presztízsű állások közé tartoznak. Emellett az is megfigyelhető, hogy ezek a foglalkozások szorosan kapcsolódnak a tradicionális családfelfogás által nők számára kijelölt feladatokhoz, így a gyerekneveléshez és az otthon rendben tartásához. Fontos azonban azt is megemlíteni, hogy egyes foglalkozások esetén, így az iskolai tanároknál ez nem volt mindig így, ám a foglalkozás „elnőiesedése” során a társadalmi presztízs és a fizetések szintje is lecsökkent.

## Magyarországi kutatások

### Magyarország az államszocializmus idején
A magyarországi szocialista pártvezetés megkísérelte a nők fizetett munkába állítását, ugyanakkor Susan Zimmermann kutatásai szerint ez nem járt együtt a munkaerőpiac nemi szegregációjának és rétegződésének csökkenésével. A férfiak ebben az időszakban (1960–1990) is jellemzően szakképzettebbek voltak, mint a nők, ráadásul a női szakmunkások mind a könnyűiparban (textil-, ruházat-, élelmiszeripar) dolgoztak, ahol a szakmunkások keresete jellemzően alacsonyabb volt. A mezőgazdasági szektorban is hasonló volt a helyzet. Az itt foglalkoztatott szakképzett munkaerő 15 százaléka volt nő, még a szakképzetlen munkaerőnek már 40 százaléka nő, jellemzően hagyományos alacsony bérezésű munkakörökben dolgoztak, mint a veteményezés. Ezen körülmények köszönhetően a nők és férfiak közötti bérrés tágult: a nők a férfiak keresetének 70 százalékát vagy kevesebbet kerestek, mind  az iparban mezőgazdaságban és szolgáltató szektorban. A nemi egyenlőtlenségek a jövedelemmegoszlásokban is jelen voltak, így míg 1980-ban a nők 75 százaléka keresett az országos átlag alatt, a férfiaknál 35 százalékos arány mutatkozott.
A magyarországi államszocializmus egyik fő programja, a mezőgazdaság kollektivizálása sem javított a nők helyzetén. A magán- és kollektív termelés szimbiózisa a dolgozókat szövetkezeti dolgozókra és „kisegítő családtagokra” osztotta. Ez a felosztás a szövetkezetek alapvető szerkezeti elemévé vált. Az 1970–80-ig tartó időszakban a termelőszövetkezetekben  a szövetkezeti alkalmazottak és a gazdaságilag aktív tagok mindössze 30 százaléka volt nő, akik jellemzően alacsony minőségű munkakörökben (pl. adminisztráció) dolgoztak. Az aktív „kisegítő családtagok” körében a nők aránya az 1970-es 94 százalékról 1980-ra 98 százalékra nőtt. Valamint a nők átlagos munkanapjuk csupán nagyon kis részét töltötték fizetett munkával már az 1960-as évek elejétől kezdődően, míg munkaidejük egyharmadát a háztáji termeléssel töltötték. Így az államszocialista időszakban működő termelőszövetkezeti struktúra fenntartotta a nemek közti bérezés egyenlőtlen állapotát.

### KSH: Időmérleg kutatás (2016)
A Központi Statisztikai Hivatal 2016-ban közreadott eredményei megmutatták, hogy Magyarországon is jelentős szerepe van a láthatatlan, reproduktív munkának az ország gazdaságában. A tízévente elkészített Időmérleg vizsgálatokból kiderül, mennyi időt fordítanak a magyarok reproduktív munkára. Az adatokat a becsült nettó órabérekkel összevetve forintosítható a reproduktív munka értéke, azaz kiderül, mennyit ér a piacon a mosás, főzés, takarítás és gyermeknevelés, ha bérmunkában végzik el. Ez alapján a kutatás alapján tehát kiderült, hogy az ország GDP-je 25%-kal növekedne, ha a háztartásokban elvégzett fizetetlen reproduktív munkát is figyelembe vennénk a bruttó hazai termék kiszámításakor.